# نوپسرها کنرادتی
نوپسرها کُنرادتی یک گونه سوسک از خانوادهٔ سوسک‌های شاخک‌دراز است. هرمان جولیوس کُلبه در سال ۱۸۹۴ آن را توصیف و بررسی کرد. این گونه در تانزانیا یافت شده است.

## انواع
- Nupserha conradti var. immaculatifrons Breuning, 1950
- Nupserha conradti var. atroabdominalis Breuning, 1961[۱]